# Yves Le Trocquer

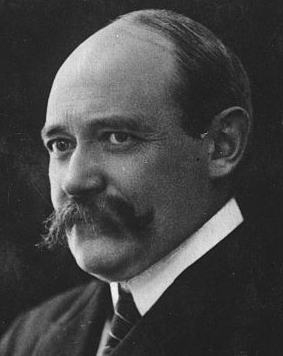
Yves Le Trocquer

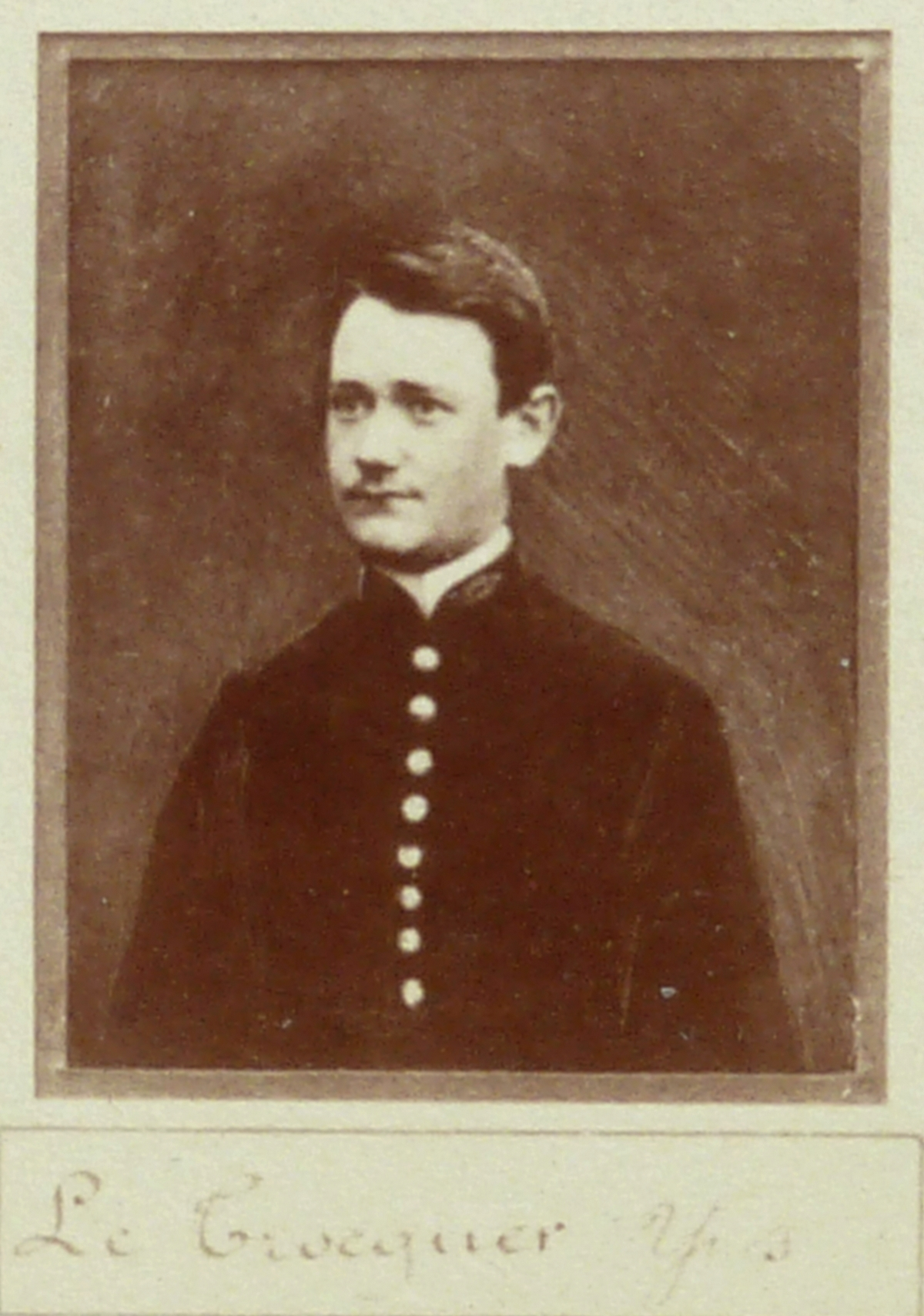
Le Trocquer 1894

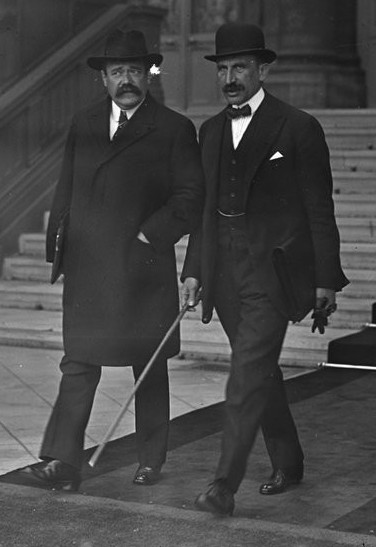
Yves Le Trocquer und Charles de Lasteyrie beim Verlassen des Élysée-Palastes

Yves Le Trocquer (* 4. Oktober 1877 in Pontrieux; † 21. Februar 1938 in Paris) war ein französischer Politiker und Ingenieur. Er war von 1920 bis 1924 in mehreren Regierungen Minister für öffentliche Arbeiten.

## Leben
Le Trocquer besuchte das Collège Stanislas in Paris, wurde 1894 zum Concours général zugelassen und erhielt die erste Belobigung (1er accessit) in Physik und Chemie. Er trat 1895 in die École polytechnique ein und folgte damit dem Beispiel seines Vaters, der als Marineoffizier (Leutnant zur See und Ritter der Ehrenlegion) im Dienst gestorben war. Yves Le Trocquer wurde Ingenieur bei der Straßenbaubehörde (Ponts et Chaussées).
Zunächst war er für die Arbeiten an den Häfen von Nantes und Saint-Nazaire zuständig, dann für das Département Seine, wo er sich als Techniker und Verwalter auszeichnete. Im Jahr 1910 wurde er technischer Direktor im Kabinett des Ministers für öffentliche Arbeiten Louis Puech, ein Amt, das er bis Januar 1912 innehatte. 1914 wurde er in das Kabinett von Jean-Victor Augagneur berufen, als dieser Minister für das öffentliche Unterrichtswesen und später für die Marine war (Juni 1914 bis Oktober 1915). Im November 1917 übernahm er die Leitung des Kabinetts von Jean Cels-Couybes, dem Unterstaatssekretär für die Marine.
Kaum war er auf der Liste der Alliance démocratique 1919 zum Abgeordneten des Départements Côtes-du-Nord gewählt worden, trat er als Unterstaatssekretär für Finanzen in die Regierung ein, wo er für die Liquidierung der Lagerbestände zuständig war. Im Januar 1920 wurde er von Alexandre Millerand zum Minister für öffentliche Arbeiten ernannt, ein Ressort, das er mehr als vier Jahre lang in sieben Regierungen innehatte, was in dieser Zeit der Instabilität der Regierungen sehr selten vorkam.
Le Trocquer erkannte, dass Frankreich bei weitem weniger Kohlevorräte besaß als es benötigte; er sprach von 70 Millionen Tonnen bei einer Produktion von 20 Millionen. Er schlug daher vor, statt Geld Kohle als Reparationen zu verlangen. 1923 war er an der Besetzung des Ruhrgebiets und der Sanierung der Bergwerke im Saargebiet beteiligt. Le Trocquer entwickelte das Konzept der „grünen Kohle“, um die Wasserkraft für die bretonische Industrie nutzbar zu machen. Er setzte sich 1923 für den Bau des Staudamms von Guerlédan ein und versuchte mit weniger Erfolg, ein Kraftwerk an der Rance zu entwickeln. Nach seinem Ausscheiden aus dem Kabinett interessierte sich Le Trocquer weiterhin für die Frage der Reparationen und nahm an einer Untersuchungskommission zu diesem Thema teil.
Das französische Komitee der Europäischen Zollunion (UDE, Union douanière européenne) wurde am 28. Januar 1927 unter der Leitung von Charles Gide und Yves Le Trocquer gegründet.
1928 war Le Trocquet Vorsitzender des deutsch-französischen Verbindungsausschusses der französischen Parlamentarier, dem auch Aristide Briand und Joseph Paul-Boncour angehörten. Nach intensiver Lobbyarbeit gelang es dem Ausschuss, Deutschland 1929 zur Einsetzung eines entsprechenden Ausschusses unter dem Vorsitz von Joseph Wirth zu bewegen. Le Troquer schrieb in der linken Zeitschrift La Volonté, dass die Annäherung an Deutschland ein Schritt zur Einigung Europas sei.
Am 24. November 1928 wurde das Föderale Komitee für Europäische Zusammenarbeit unter dem Vorsitz von Émile Borel gegründet. Präsident des französischen Komitees war Yves Le Troquer.
Er wurde 1924 und 1928 als Abgeordneter wiedergewählt, saß im Mitte-Rechts-Lager und wechselte 1929 in den Senat. Er starb während seiner Amtszeit im Jahr 1938 im Alter von 61 Jahren. Er war Offizier der Ehrenlegion Begraben ist er in Passy.
Am 4. Mai 1939 bewilligte der Generalrat von Côtes-du-Nord der Gemeinde Pontrieux 5.000 Francs für ein Denkmal für Le Troquer. Das Granitdenkmal für Le Troquer mit einem Bronzemedaillon seines Kopfes des Bildhauers Renaud wurde nach dem Zweiten Weltkrieg in Anwesenheit des Abgeordneten René Pleven auf der Place Le Trocquet feierlich eingeweiht.